# Utetheisa stigmata
Utetheisa stigmata là một loài bướm đêm thuộc phân họ Arctiinae, họ Erebidae.